# Farmaci cardiovascolari fuori brevetto
I farmaci cardiovascolari fuori brevetto sono quelle sostanze, attive a livello dell'apparato cardiocircolatorio, che negli ultimi anni hanno visto scadere il loro brevetto.
In Italia, molti di questi sono farmaci di fascia A, che il Servizio Sanitario Nazionale elargisce gratuitamente (a meno di ticket regionali) per i pazienti con patologie croniche, sono conosciuti anche come farmaci salvavita.
I farmaci fuori brevetto con Obbligo di Prescrizione, sono inseriti nel quadro più generale della riduzione della spesa pubblica, come descritto nel Dl n.95/2012 sulla Spending Review del Governo italiano; la Spending Review, nota anche come revisione della spesa pubblica, fu avviata in via sperimantale in Italia fin dal 2006. Vi sono però altre nazioni che adottano lo stesso sistema di controllo: Regno Unito, Canada, Paesi Bassi, Nuova Zelanda e Francia.
Tali farmaci sono di fatto fondamentali per riportare il costo del farmaco branded, cioè registrato, a prezzo più basso; accanto a questi, va ricordato il farmaco equivalente che il paziente può scegliere di acquistare in farmacia, non versando la differenza del costo con il farmaco originale.
La disponibilità dei medicinali equivalenti di molti farmaci etici (ovvero con obbligo di prescrizione) è un fattore importante in farmacoeconomia in quanto consente la riduzione della spesa pubblica destinata all'acquisto degli stessi.
I farmaci per le malattie cardiovascolari sono al primo posto nella spesa del Servizio Sanitario Nazionale.
Riportiamo di seguito le tabelle con i farmaci per categoria, dalla molecola al nome commerciale, approvati per l'Italia dalla Agenzia europea per i medicinali (EMEA) e dalla Agenzia italiana del farmaco (AIFA).

## ACE-inibitori
| Principio attivo                                           | Nomi commerciali | Nomi commerciali | Nomi commerciali | Nomi commerciali | Nomi commerciali | Nomi commerciali | Nomi commerciali | Nomi commerciali |
| ---------------------------------------------------------- | ---------------- | ---------------- | ---------------- | ---------------- | ---------------- | ---------------- | ---------------- | ---------------- |
| Benazepril                                                 | Cibacen          | Tenkuoren        | Zinadril         |                  |                  |                  |                  |                  |
| Benazepril+HCT*                                            | Cibadrex         | Tensadiur        | Zinadiur         |                  |                  |                  |                  |                  |
| Captopril                                                  | Capoten          |                  |                  |                  |                  |                  |                  |                  |
| Captopril+HCT*                                             | Acediur          | Aceplus          |                  |                  |                  |                  |                  |                  |
| Enalapril                                                  | Converten        | Enapren          | Naprilene        |                  |                  |                  |                  |                  |
| Enalapril+HCT*                                             | Acesistem        | Condiuren        | Gentipress       | Neoprex          | Sinertec         | Vasoretic        |                  |                  |
| Fosinopril                                                 | Eliten           | Fosipres         | Tensogard        |                  |                  |                  |                  |                  |
| Fosinopril+HCT*                                            | Fosicombi        | Tensozide        |                  |                  |                  |                  |                  |                  |
| Lisinopril                                                 | Alapril          | Nosilix          | Prinivil         | Zestril          |                  |                  |                  |                  |
| Lisinopril+HCT*                                            | Clorisip         | Ensor            | Nalapres         | Prinzide         | Zestoretic       |                  |                  |                  |
| Perindopril                                                | Coversyl         | Procaptan        |                  |                  |                  |                  |                  |                  |
| Perindopril+ Indapamide                                    | Noliterax        | Prelectal        | Preterax         | Teraxans         |                  |                  |                  |                  |
| Quinapril                                                  | Accuprin         | Acequin          | Quinazil         |                  |                  |                  |                  |                  |
| Quinapril+HCT*                                             | Accuretic        | Acequide         | Quinazide        |                  |                  |                  |                  |                  |
| Ramipril                                                   | Eclipse          | Herzatec         | Krupil           | Norapril         | Quark            | Triatec          | Unipril          |                  |
| Ramipril+HCT*                                              | Avedar           | Herzaplus        | Idroquark        | Ivrex            | Kruplus          | Norazide         | Triatec HCT*     | Uniprildiur      |
| Zofenopril                                                 | Bifril           | Zantipres        | Zopranol         |                  |                  |                  |                  |                  |
| Zofenorpil+HCT*                                            | Bifrizide        | Zantipride       | Zoprazide        |                  |                  |                  |                  |                  |
| Legenda: HTC* indica le associazioni con Idroclorotiazide. |                  |                  |                  |                  |                  |                  |                  |                  |

## Calcio-antagonisti
| Principio attivo | Nomi commerciali | Nomi commerciali | Nomi commerciali | Nomi commerciali | Nomi commerciali | Nomi commerciali | Nomi commerciali | Nomi commerciali | Nomi commerciali | Nomi commerciali |
| ---------------- | ---------------- | ---------------- | ---------------- | ---------------- | ---------------- | ---------------- | ---------------- | ---------------- | ---------------- | ---------------- |
| Amlodipina       | Abis             | Almidis          | Amlopol          | Antacal          | Losedin          | Makadip          | Monopina         | Natam            | Norvasc          | Tensilene        |
| Diltiazem        | Altiazem         | Angizem          | Diladel          | Dilzena          | Tildiem          |                  |                  |                  |                  |                  |
| Felodipina       | Feloday          | Plendil          | Prevex           |                  |                  |                  |                  |                  |                  |                  |
| Lacidipina       | Aponil           | Lacipil          | Lacirex          | Ladip            | Viapres          |                  |                  |                  |                  |                  |
| Lercanidipina    | Cardiovasc       | Lercadip         | Zanedip          |                  |                  |                  |                  |                  |                  |                  |
| Manidipina       | Iperten          | Vascoman         |                  |                  |                  |                  |                  |                  |                  |                  |
| Nicardipina      | Bionicard        | Lisanirc         | Nicardal         | Perdipina        |                  |                  |                  |                  |                  |                  |
| Nifedipina       | Adalat           | Adalat crono     | Amarkor          | Citilat          | Coral            | Euxat            | Fenidina         | Nifedicor        | Nipin            |                  |
| Verapamil        | Cardinorm        | Isoptin          | Kata             |                  |                  |                  |                  |                  |                  |                  |

## Beta-bloccanti
| Principio attivo         | Nomi commerciali | Nomi commerciali | Nomi commerciali | Nomi commerciali | Nomi commerciali | Nomi commerciali | Nomi commerciali | Nomi commerciali |
| ------------------------ | ---------------- | ---------------- | ---------------- | ---------------- | ---------------- | ---------------- | ---------------- | ---------------- |
| Atenololo                | Aten             | Seles Beta       | Tenomax          | Tenormin         | Tensiblock       |                  |                  |                  |
| Atenololo + Clortalidone | Atenigron        | Carminal         | Clortanol        | Diube            | Eupres           | Igroseles        | Target           | Tenoretic        |
| Bisoprololo              | Cardicor         | Concor           | Congescor        | Pluscor          | Sequacor         |                  |                  |                  |
| Carvedilolo              | Carvipress       | Colver           | Dilatrend        | Kredex           |                  |                  |                  |                  |
| Metoprololo              | Lopresor         | Seloken          |                  |                  |                  |                  |                  |                  |
| Nebivololo               | Lobivon          | Nebilox          |                  |                  |                  |                  |                  |                  |
| Propranololo             | Inderal          |                  |                  |                  |                  |                  |                  |                  |

## Sartani
| Principio attivo                                           | Nomi commerciali | Nomi commerciali | Nomi commerciali | Nomi commerciali | Nomi commerciali | Nomi commerciali |
| ---------------------------------------------------------- | ---------------- | ---------------- | ---------------- | ---------------- | ---------------- | ---------------- |
| Candesartan                                                | Blopress         | Ratacand         |                  |                  |                  |                  |
| Candesartan+HCT*                                           | Blopresid        | Ratacand Plus    |                  |                  |                  |                  |
| Irbesartan                                                 | Aprovel          | Karvea           |                  |                  |                  |                  |
| Irbesartan+HCT*                                            | Coaprovel        | Karvezide        |                  |                  |                  |                  |
| Losartan                                                   | Lastal           | Lortaan          | Losaprex         | Neolotan         | Precten          |                  |
| Losartan+HCT*                                              | Forzaar          | Hizaar           | Losazid          | Lozid            | Neolotan Plus    | Prectiazide      |
| Valsartan                                                  | Pressloval       | Rixil            | Saval            | Tareg            | Valpression      |                  |
| Valsartan+HCT*                                             | Combisartan      | Corixil          | Cotareg          |                  |                  |                  |
| Legenda: HTC* indica le associazioni con Idroclorotiazide. |                  |                  |                  |                  |                  |                  |

## Antiaggreganti piastrinici
| Principio attivo                                                     | Nomi commerciali | Nomi commerciali | Nomi commerciali | Nomi commerciali | Nomi commerciali | Nomi commerciali | Nomi commerciali | Nomi commerciali | Nomi commerciali | Nomi commerciali |
| -------------------------------------------------------------------- | ---------------- | ---------------- | ---------------- | ---------------- | ---------------- | ---------------- | ---------------- | ---------------- | ---------------- | ---------------- |
| Acido acetilsalicilico                                               | Aspro 500        | Cardioaspirin    | Vivin            |                  |                  |                  |                  |                  |                  |                  |
| Acido acetilsalicilico + Magnesio idrossido + Idrossido di alluminio | Ascriptin        |                  |                  |                  |                  |                  |                  |                  |                  |                  |
| Acido acetilsalicilico + Acido ascorbico                             | Aspro C 500      | Carin            | Istantal         | Salicina         | Vivin C          |                  |                  |                  |                  |                  |
| Clopidogrel idrogenosolfato                                          | Plavix           |                  |                  |                  |                  |                  |                  |                  |                  |                  |
| Ticlopidina                                                          | Antigreg         | Aplaket          | Chiaro           | Clox             | Fluilast         | Flupid           | Fluxidin         | Klodin           | Opteron          | Tiklid           |

## Antiaritmici
| Principio attivo | Nomi commerciali | Nomi commerciali | Nomi commerciali |
| ---------------- | ---------------- | ---------------- | ---------------- |
| Amiodarone       | Amiodar          | Angoron          | Cordarone        |
| Flecainide       | Almarytm         |                  |                  |
| Propafenone      | Cardiofenone     | Normarit         | Rytmonorm        |

## Diuretici
| Principio attivo | Nomi commerciali | Nomi commerciali | Nomi commerciali | Nomi commerciali |
| ---------------- | ---------------- | ---------------- | ---------------- | ---------------- |
| Clortalidone     | Igroton          |                  |                  |                  |
| Furosemide       | Lasix            |                  |                  |                  |
| Idroclorotiazide | Esidrex          |                  |                  |                  |
| Indapamide       | Indamol          | Ipamix           | Natrilix         | Veroxil          |
| Torasemide       | Diuremid         | Diuresix         | Toradiur         |                  |

## Statine
| Principio attivo | Nomi commerciali | Nomi commerciali | Nomi commerciali | Nomi commerciali | Nomi commerciali | Nomi commerciali | Nomi commerciali | Nomi commerciali | Nomi commerciali | Nomi commerciali |
| ---------------- | ---------------- | ---------------- | ---------------- | ---------------- | ---------------- | ---------------- | ---------------- | ---------------- | ---------------- | ---------------- |
| Atorvastatina    | Lipitor          | Torvast          | Totalip          | Xarator          |                  |                  |                  |                  |                  |                  |
| Pravastatina     | Adrestat         | Aplactin         | Langiprav        | Prasterol        | Pravaselect      | Rastanit         | Sanaprav         | Selectin         | Setac            | Vasticor         |
| Simvastatina 1   | Alpheus          | Krustat          | Lipenil          | Liponorm         | Medipo           | Omistat          | Quibus           | Setorilin        | Simbatrix        |                  |
| Simvastatina 2   | Sincol           | Sinvacor         | Sinvalip         | Sinvat           | Sivastin         | Turstat          | Vastin           | Xipocol          | Zocor            |                  |

## Altre realtà
In un recente articolo, l'Ufficio federale della sanità pubblica (UFSP) in Svizzera, mette a confronto i prezzi praticati all'estero sia per i farmaci fuori brevetto che per quelli ancora branded (in sei paesi: Germania, Austria, Francia, Danimarca, Paesi Bassi e Gran Bretagna), sottolineando che nel loro stato sono sempre più elevati che nel resto dell'Europa, probabilmente per la tipologia di rimborso che la popolazione ha in Svizzera. Il referente auspica un ribasso dei prezzi soprattutto dei farmaci genericati, che possa allinearsi al resto dell'Europa.
Negli Stati Uniti d'America e in Canada è possibile acquistare i farmaci fuori brevetto nelle farmacie online che vendono i farmaci senza bisogno della prescrizione medica, cosa che in Europa non è ancora possibile.
Le ditte farmaceutiche produttrici di farmaci equivalenti come Teva Pharmaceuticals, Actavis e Mylan procederanno nel corso del 2015 a porre sul mercato altre nuove molecole con brevetto scaduto